# نازارنو کانوتی
نازارنو کانوتی (انگلیسی: Nazzareno Canuti؛ زادهٔ ۱۵ ژانویهٔ ۱۹۵۶) بازیکن فوتبال اهل ایتالیا است.
از باشگاه‌هایی که در آن بازی کرده‌است می‌توان به باشگاه فوتبال اینتر میلان، باشگاه فوتبال کاتانیا، باشگاه فوتبال جنوآ، و باشگاه فوتبال آ.ث. میلان اشاره کرد.